# Kruiser

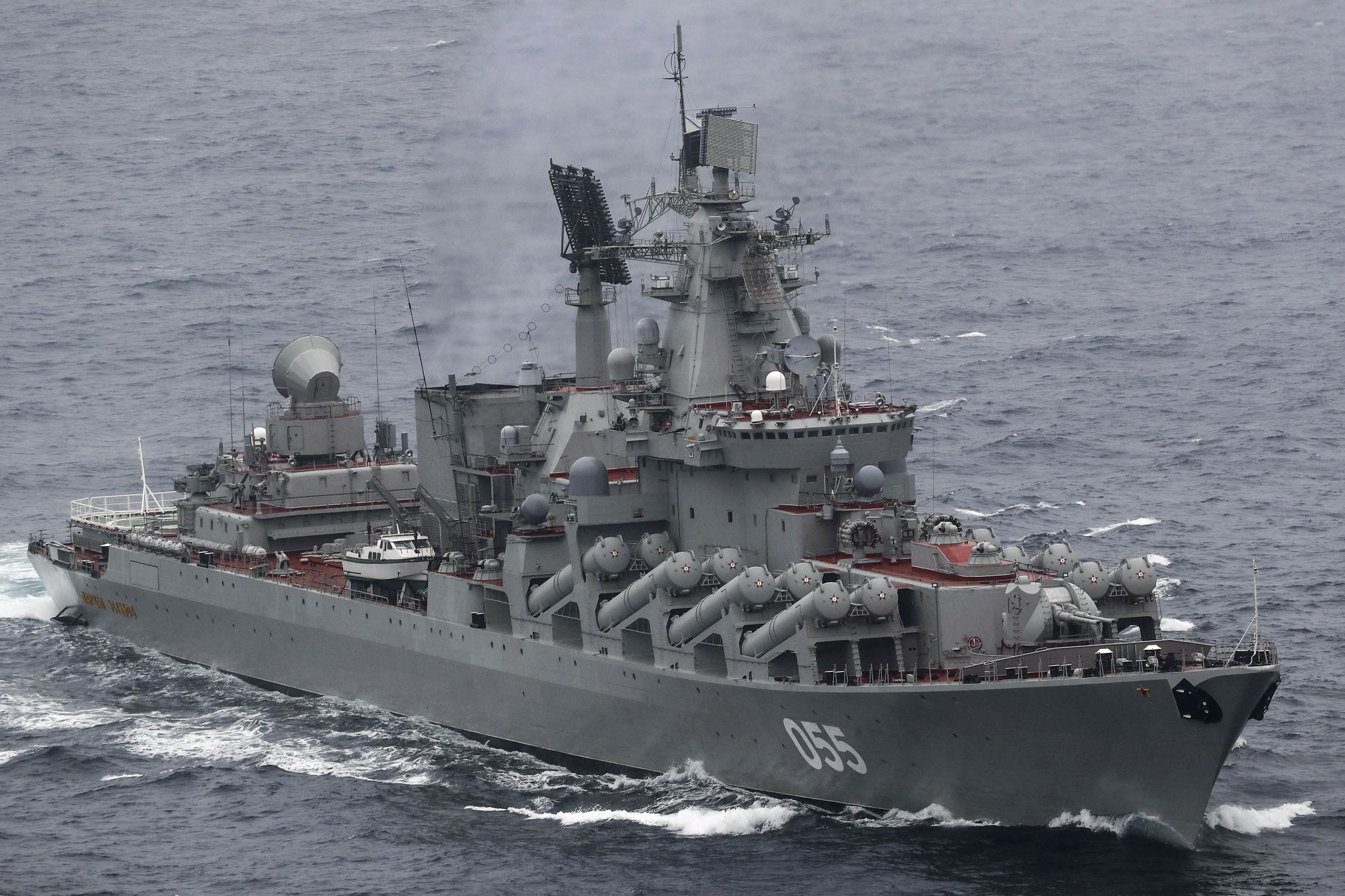
Project 1164

Een kruiser is een oorlogsschip dat veel taken kan uitvoeren zoals het bekampen van vijandelijke oorlogsschepen, patrouilleren, beschermen van de handelsroutes, verkenningstaken en het versterken van de aanvalskracht van vlooteenheden.
Om deze taken te kunnen uitvoeren moet het onder andere over een grote actieradius beschikken en een goed onderkomen aan zijn bemanning bieden voor langere periodes.

## Geschiedenis
De term kruiser kwam al in de zeiltijd voor en stond niet zozeer voor een bepaald type schip, maar meer voor een uit te voeren taak.
Door de introductie van de stoommachine, bepantsering en moderne artillerie verschenen in de loop van de 19e eeuw de pantserschepen, pantserkruisers, pantserdekkruisers en diverse varianten als de ramtorenkruisers. Later ontstonden daaruit de eerste slagschepen. 
Eerst bij het Vlootverdrag van Washington in 1922 werd aan kruisers een limiet van 10.000 ton waterverplaatsing gesteld. Bij het Londense vlootverdrag van 1930 werden kruisers verder gedefinieerd. Er werd een maximum gesteld aan de bewapening en tevens werd een onderscheid gemaakt tussen zware kruisers, met maximaal 203mm- of 8 inchgeschut, en lichte kruisers met geschut van maximaal 155 mm of 6,1 inch. Ook werd daar voor de verdragspartijen een beperking vastgelegd voor de tonnage die ieder der partijen aan kruisers mocht bouwen, grofweg in de verhouding 5:5:3 voor respectievelijk de Verenigde Staten, het Verenigd Koninkrijk en Japan.
Tijdens de Tweede Wereldoorlog bouwden Groot-Brittannië, Frankrijk, Nederland, Rusland, de VS, Duitsland, Italië en Japan in totaal 87 kruisers terwijl ze bij het begin van de oorlog over 191 van die schepen beschikten. Er gingen er bij elkaar genomen 113 verloren.

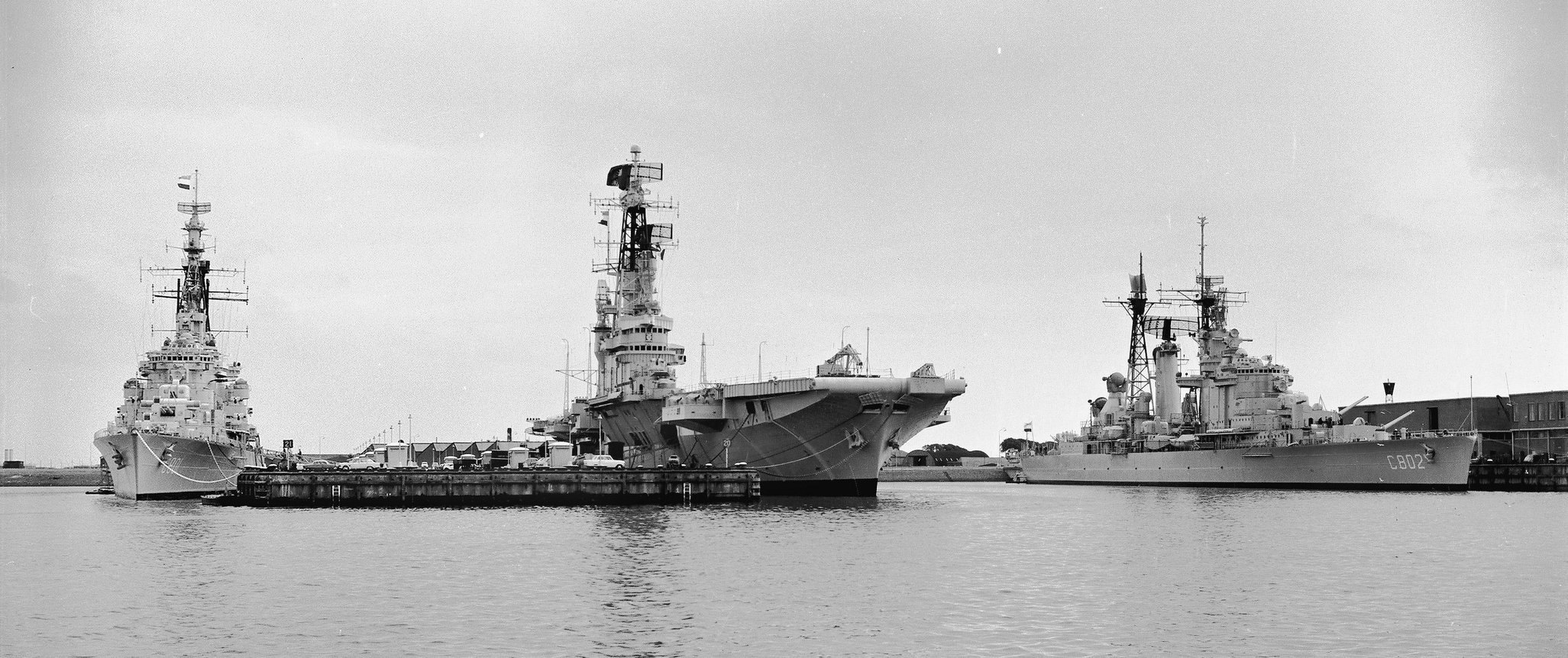
De twee Nederlandse kruisers Hr.Ms. De Ruyter en Hr.Ms. De Zeven Provinciën aan weerszijden van vliegdekschip Hr.Ms. Karel Doorman (1968)

## Modern
Moderne kruisers, zoals de Amerikaanse Ticonderoga-klasse, verschillen weinig meer van en zijn ook nauwelijks groter dan torpedobootjagers, zoals de Arleigh Burke-klasse. 
De Ticonderoga werd zelfs oorspronkelijk ontworpen als luchtverdedigingsvariant (AAW = Anti Air Warfare) van de Spruance-klasse jagers. Tijdens de bouw besloot men echter de schepen als kruiser te classificeren. Ook zijn moderne torpedobootjagers en fregatten (zoals de Nederlandse De Zeven Provinciënklasse) net zo groot, of zelfs groter, dan menig kruiser uit de Tweede Wereldoorlog.
De hoofdbewapening bestaat niet meer, zoals in het verleden, uit kanonnen, maar uit een groot arsenaal aan lucht- en zeedoelraketten, kruisvluchtwapens en anti-onderzeeboottorpedo's. Voor zelfbescherming zijn er nog snelvuurkanonnen zoals de Phalanx of de Goalkeeper. Eén of twee kanonnen van 127 mm (5 inch) en enkele helikopters completeren de uitrusting.

## Kruisertypes
- Schroefstoomschip of Onbeschermde kruiser: een schip zonder pantser.
- Pantserdekschip of Pantserdekkruiser: een type schip met een gepantserd dek dat werd verdrongen door de lichte kruiser.
- Pantserkruiser: een schip met een gepantserd dek en pantser lang de zij. Dit type werd verdrongen door de slagkruiser.
- Pantserschip: een type schip met zware kanonnen bedoeld om vijandige kruisers in kustwateren uit te schakelen. Vaak gebruikt door kleinere marines die zich geen slagschepen konden veroorloven of nodig hadden.
- Lichte kruiser: een lichtere versie van de pantserkruiser.
- Slagkruiser: een schip met vergelijkbare bewapening als dat van een slagschip maar met een lichter pantser.
- Zware kruiser: een type lichte kruiser met ca. 200mm-kanonnen.

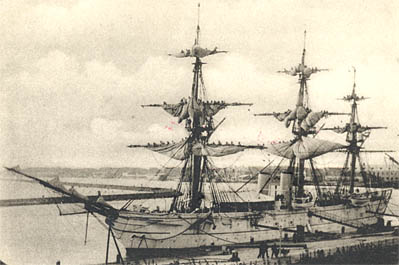
De Tromp, een onbeschermde kruiser uit de Atjehklasse.
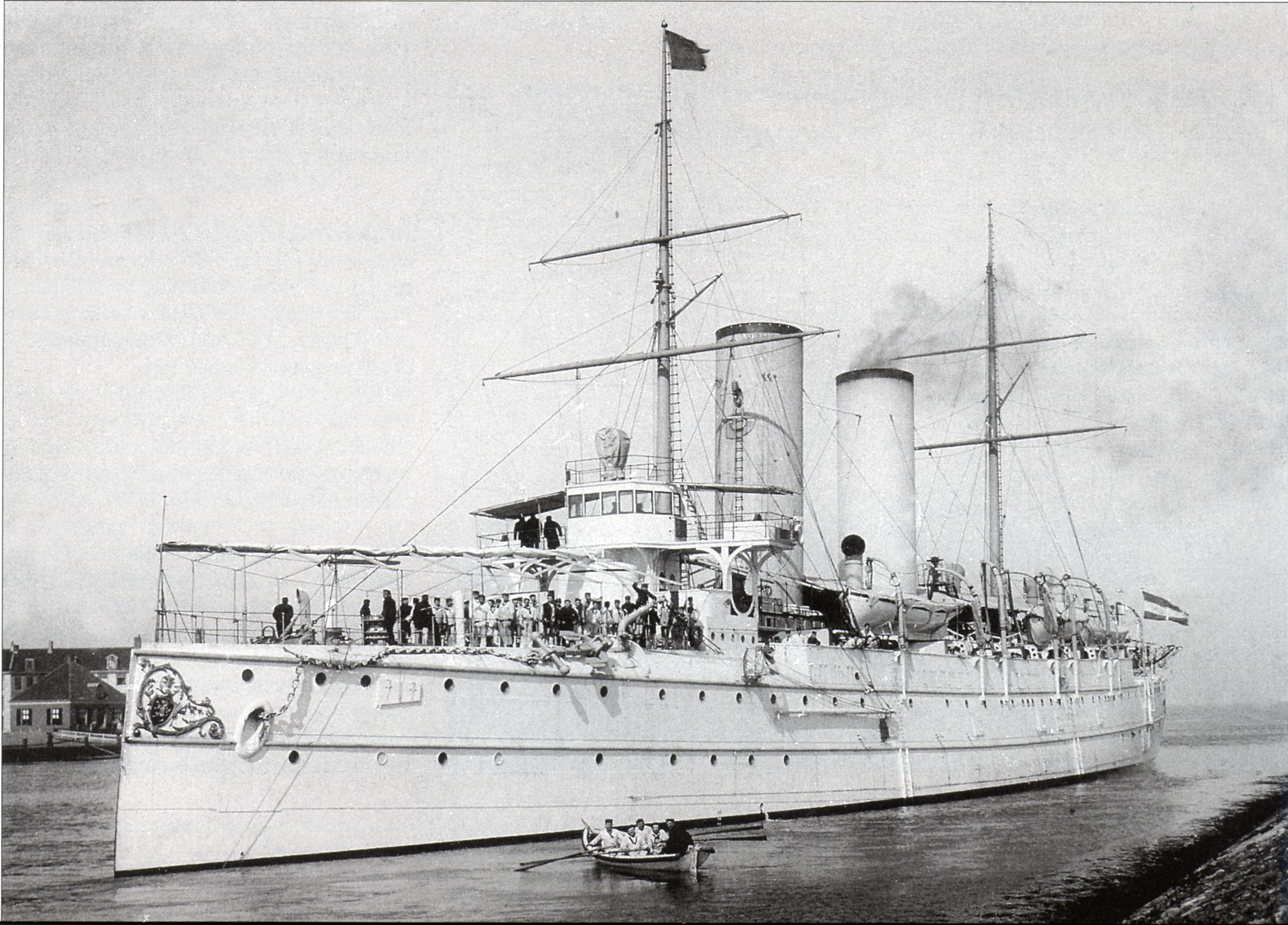
De Noordbrabant, een pantserdekschip uit de Hollandklasse.
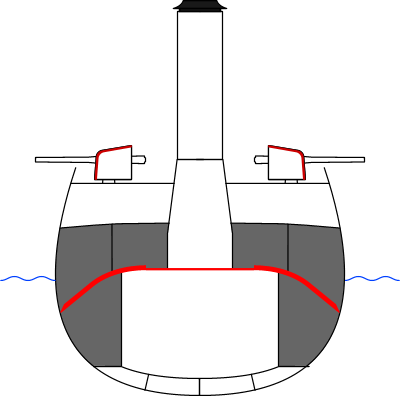
Pantserschema van een pantserdekschip.
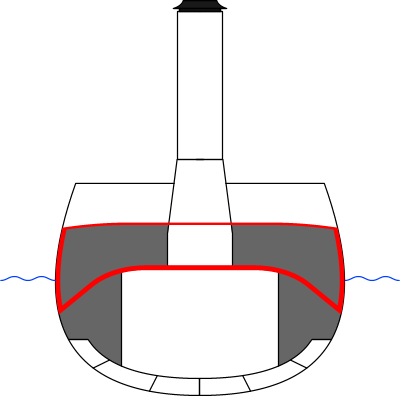
Pantserschema van een pantserkruiser.
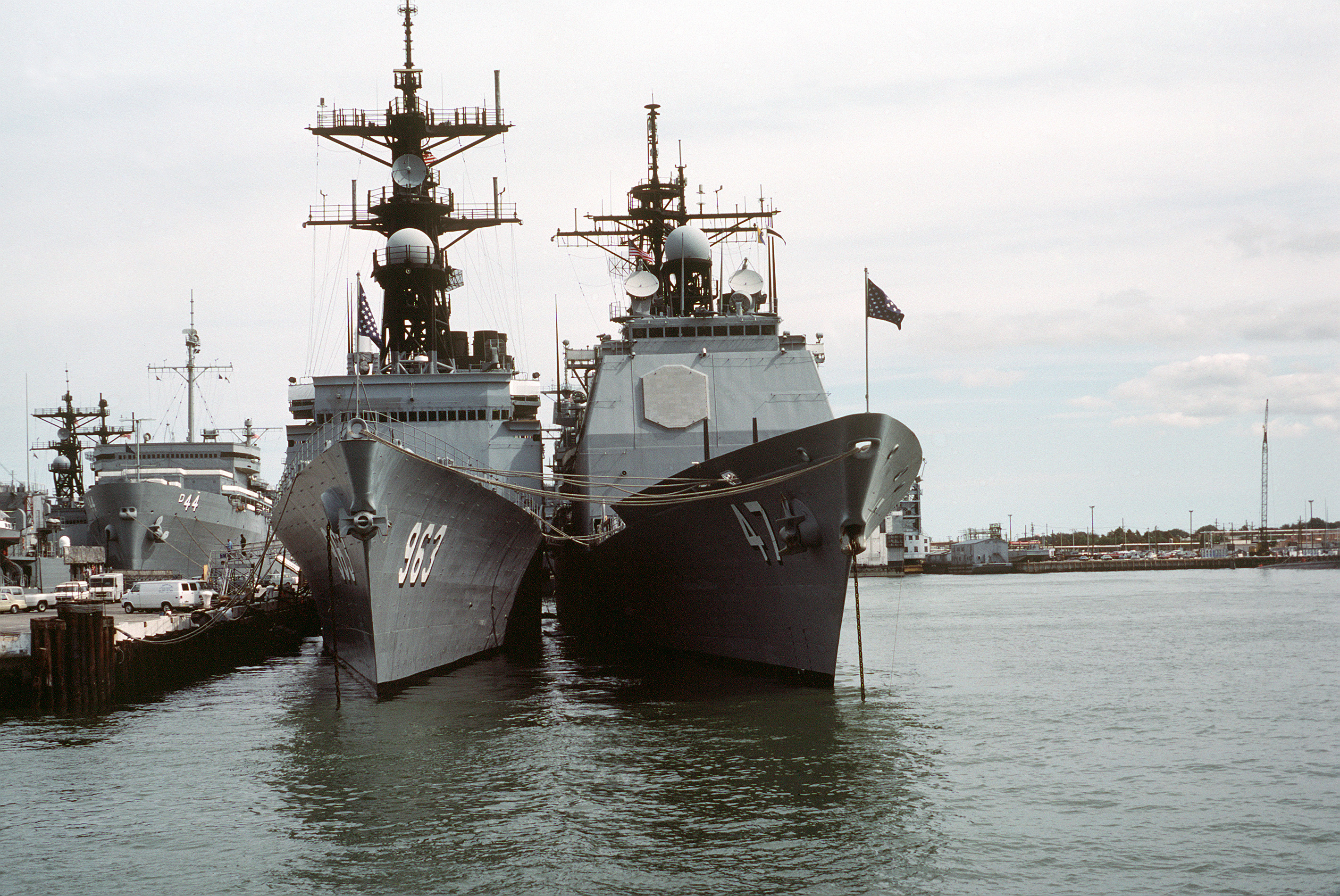
Het cruiser-ontwerp van de Ticonderoga-klasse is gebaseerd op het ontwerp van de torpedobootjager van de Spruance-klasse.
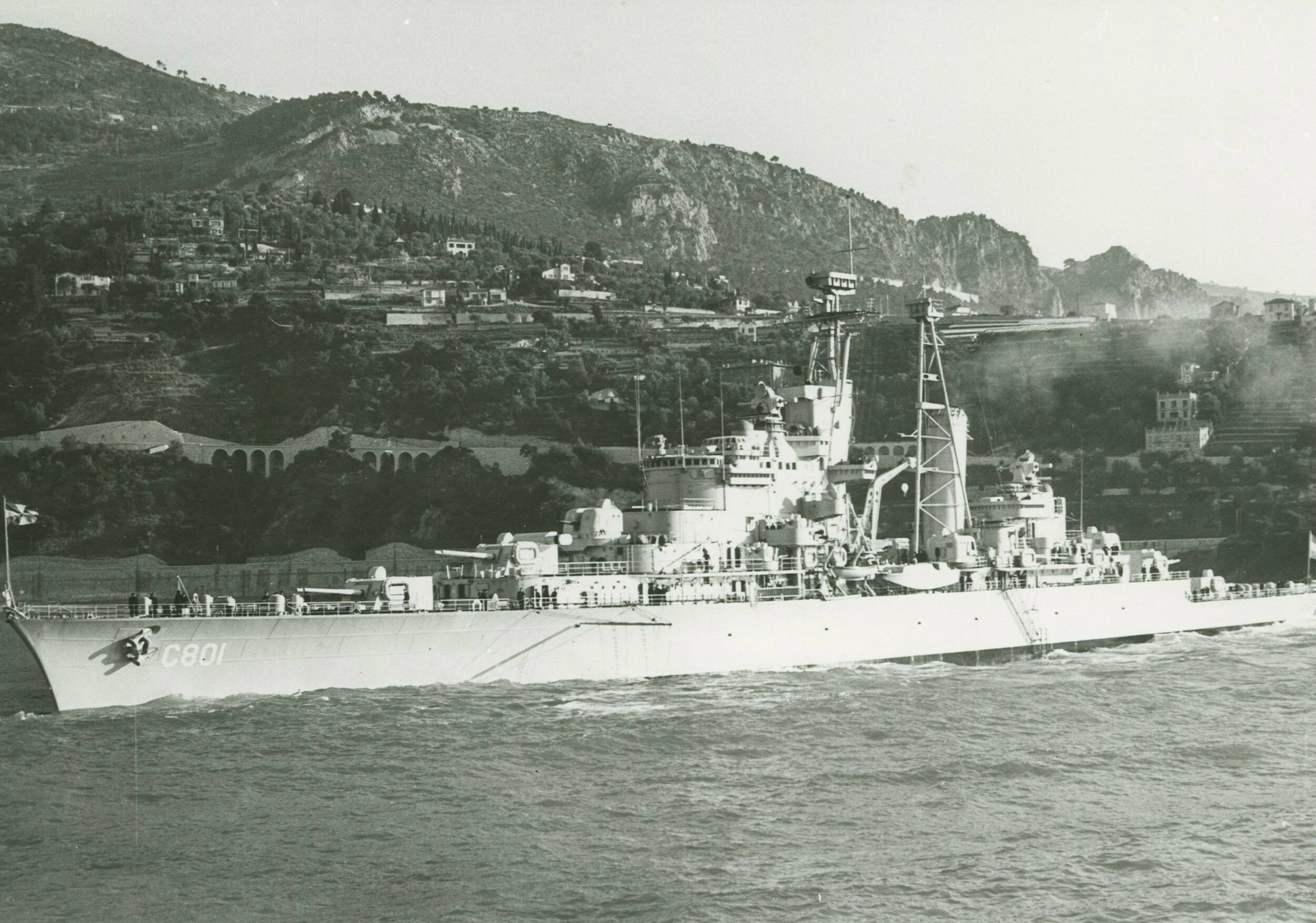
Hr.Ms. De Ruyter (C801) was een Nederlandse lichte kruiser van de De Zeven Provinciënklasse, samen met het zusterschip Hr. Ms. De Zeven Provinciën voor de Tweede Wereldoorlog op stapel waren gezet.

## Kruisers in de Nederlandse marine
| Naam                                | Klasse                    | In dienst         | Uit Dienst        |                   |                   |                   |
| Pantserdekschepen                   | Pantserdekschepen         | Pantserdekschepen | Pantserdekschepen | Pantserdekschepen | Pantserdekschepen | Pantserdekschepen |
| ----------------------------------- | ------------------------- | ----------------- | ----------------- | ----------------- | ----------------- | ----------------- |
| Koningin Wilhelmina der Nederlanden | Uniek                     | 1894              | 1910              |                   |                   |                   |
| Holland                             | Hollandklasse             | 1898              | 1920              |                   |                   |                   |
| Zeeland                             | Hollandklasse             | 1898              | 1924              |                   |                   |                   |
| Friesland                           | Hollandklasse             | 1898              | 1913              |                   |                   |                   |
| Gelderland                          | Hollandklasse             | 1900              | 1940              |                   |                   |                   |
| Noord-Brabant                       | Hollandklasse             | 1900              | 1940              |                   |                   |                   |
| Utrecht                             | Hollandklasse             | 1901              | 1913              |                   |                   |                   |
| Pantserschepen                      |                           |                   |                   |                   |                   |                   |
| Evertsen                            | Evertsenklasse            | 1896              | 1913              |                   |                   |                   |
| Piet Hein                           | Evertsenklasse            | 1896              | 1914              |                   |                   |                   |
| Kortenaer                           | Evertsenklasse            | 1895              | 1920              |                   |                   |                   |
| Koningin Regentes                   | Koningin Regentesklasse   | 1902              | 1920              |                   |                   |                   |
| De Ruyter                           | Koningin Regentesklasse   | 1902              | 1923              |                   |                   |                   |
| Hertog Hendrik                      | Koningin Regentesklasse   | 1904              | 1968              |                   |                   |                   |
| Maarten Harpertszoon Tromp          | Uniek                     | 1906              | 1927              |                   |                   |                   |
| Jacob van Heemskerck                | Uniek                     | 1908              | 1974              |                   |                   |                   |
| De Zeven Provinciën                 | Uniek                     | 1910              | 1942              |                   |                   |                   |
| Lichte kruisers                     |                           |                   |                   |                   |                   |                   |
| Java                                | Javaklasse                | 1925              | 1942              |                   |                   |                   |
| Sumatra                             | Javaklasse                | 1926              | 1944              |                   |                   |                   |
| De Ruyter                           | Uniek                     | 1936              | 1942              |                   |                   |                   |
| Tromp                               | Trompklasse               | 1938              | 1968              |                   |                   |                   |
| Jacob van Heemskerck                | Trompklasse               | 1940              | 1969              |                   |                   |                   |
| De Zeven Provinciën                 | De Zeven Provinciënklasse | 1953              | 1976              |                   |                   |                   |
| De Ruyter                           | De Zeven Provinciënklasse | 1953              | 1972              |                   |                   |                   |